# Vechtdal College
Het Vechtdal College is een Nederlandse christelijke scholengemeenschap voor vmbo met lwoo, havo en vwo. Al deze vormen van voortgezet onderwijs worden gegeven in Hardenberg (hoofdvestiging), Dedemsvaart en Ommen. Binnen het vmbo kunnen alle beroepsrichtingen op ieder niveau doorlopen worden. Er kan zo nodig zonder veel problemen van de ene school naar de andere worden overgestapt. Voor havo en vwo (atheneum en gymnasium) geldt hetzelfde. Binnen alle onderwijssoorten zijn er aangepaste vormen van onderwijs. Er wordt ook aandacht besteed aan begeleiding en vorming. De school had in 2009 ongeveer 3253 leerlingen en 380 personeelsleden. De school is een begaafdheidsprofielschool.

## Hardenberg
Op de hoofdvestiging volgen 2110 leerlingen onderwijs binnen vmbo, havo of vwo. Er werken plusminus 220 personeelsleden. Dat zijn niet allemaal docenten: ook onderwijsondersteunend personeel en de centrale diensten vinden hier onderdak.
De school heeft vijf gymzalen, autotechnieklokalen, een mediatheek en twee open leer centra. Het is de grootste vestiging van het Vechtdal College.
Het Vechtdal College Hardenberg heeft een streekfunctie. Leerlingen komen uit de wijde omtrek naar de school. De school is bereikbaar met openbaar vervoer; 200 meter lopen vanaf het NS-station en het Stationsplein, waar alle de streekbussen een halteplaats hebben.

## Ommen
Anno 2016 telt de school in Ommen ongeveer 1300 leerlingen. Deze komen naast uit Ommen vooral uit de plaatsen Balkbrug, Dalfsen, Den Ham, Lemele, Lemelerveld, Oudleusen, Stegeren, Vilsteren en Witharen.
Het schoolgebouw aan de Balkerweg is voor een deel nieuwbouw, een ander deel is gerenoveerd. Voor Techniek-Breed, WI&E en Groen, Recreatie en Sport (GRS) zijn er grote leerwerkruimtes met veel computermogelijkheden. Verder kan er gebruikgemaakt worden van een mediatheek. Deze locatie heeft drie leerroutes; vmbo-basis, vmbo-kader en havo/vwo. Binnen elke leerroute is er een vast team van docenten en een teamleider.

## Dedemsvaart
In Dedemsvaart volgen ongeveer 500 leerlingen de lessen. Op deze locatie werken ongeveer 50 personeelsleden. Deze vestiging laat ook kinderen met het syndroom van Down toe. Voor het schooljaar van 2014–2015 bleek het schoolgebouw te klein. Een aantal klassen heeft onderdak gekregen bij Wieten.